# Expiremont
Expiremont är en kommun i departementet Charente-Maritime i regionen Nouvelle-Aquitaine i västra Frankrike. Kommunen ligger  i kantonen Montendre som ligger i arrondissementet Jonzac. År 2022 hade Expiremont 120 invånare.

## Befolkningsutveckling
Antalet invånare i kommunen Expiremont
Referens:INSEE